# Itea yangchunensis
Itea yangchunensis là một loài thực vật có hoa trong họ Iteaceae. Loài này được S.Y. Jin miêu tả khoa học đầu tiên năm 1995.